# Nokia Asha 303
Nokia Asha 303 este un telefon creat de compania Nokia cu tastatură QWERTY care utilizează sistemul de operare S40.
A fost anunțat la Nokia World 2011, în Londra împreună cu alte trei telefoane Asha - Nokia Asha 200, 201 și 300. Este disponibil în 6 teme coloristice: Red, Graphite, Silver White, Aqua, Green și Purple.
Panoul din spate  este din aluminiu. Tastatura QWERTY este ușor încastrat care ajută la echilibrarea telefonului în timpul în care se tastează rapid. Pe partea de sus se află mufa de încărcare, slotul microSD și mufa audio de 3.5 mm.
Asha 303 foloseste un procesor bazat pe arhitectura ARM 11 tactat la 1 GHz cu memoria RAM de 128 MB și 256 MB ROM.
Nokia a făcut unele îmbunătățiri interesante în interfață standard cu utilizatorul S40 pentru a permite interacțiunea cu touchscreen. Cele mari icoane sunt toate inspirate din stilul Belle Symbian. Structura meniului a fost simplificată, care vor fi bine apreciate de către noi veniți la platforma.
Are un ecran tactil capacitiv de 2.6 inchi care este o premieră pentru Series 40, rezoluția ecranului este de 240x320 pixeli cu o densitate de 154ppi.
Lipsește GPS-ul din telefon localizarea se face prin triungulație de celule ale turnului pentru localizarea în Nokia Maps.
Camera foto este de 3.2 megapixeli cu focalizare fixă și detectare facială, dar fără bliț și cu suport pentru captură video VGA la 15 fps. Nokia Asha 303 conectivitatea 3G HSDPA cu viteze de download de până la 10.2 Mbps și o viteză de upload de până la 2 Mbps, Wi-Fi 802.11 b/g/n, Bluetooth cu A2DP și EDR, microUSB v2.0 cu suport USB On-the-go și radio FM stereo cu RDS. Media player-ul redă formatele audio și video de la MP3, 3GP, MP4, AAC, OGG, AMR și alte câteva. Durata de viață a bateriei BP-3L 1300mAh este de 7 ore de convorbiri în modul 3G, peste de o lună de standby și 47 de ore de redare a muzicii continue.
Printre softurile preinstalate se numără popularul joc Angry Birds Lite, aplicația de socializare virtuală Facebook și Nokia Maps for S40.